# 1714 en architecture
| Années de l'architecture : 1711 - 1712 - 1713 - 1714 - 1715 - 1716 - 1717    |
| Décennies de l'architecture : 1680 - 1690 - 1700 - 1710 - 1720 - 1730 - 1740 |

Cet article présente les faits marquants de l'année 1714 en architecture.

## Réalisations
- L'église Saint-Alfège est construite à Greenwich par Nicholas Hawksmoor.
- Établissement de la place Bellecour, à Lyon.
- Palais Brutti à Koper en Slovénie, en style baroque tardif, sur les plans de l'architecte italien Giorgio Massari.

## Événements
- x

## Décès
- Pietro Perti (en) (° 1648).